# Temporada 1949 del fútbol chileno
La Temporada 1949 del fútbol chileno abarca todas las actividades relativas a campeonatos de fútbol profesional, nacionales e internacionales, disputados por clubes chilenos, y por las selecciones nacionales de este país, en sus diversas categorías, durante el año 1949.

## Torneos locales

### Primera División

#### Tabla final
| Pos | Equipo               | PJ | PG | PE | PP | GF | GC | Dif | Pts |
| --- | -------------------- | -- | -- | -- | -- | -- | -- | --- | --- |
| 1   | Universidad Católica | 22 | 16 | 2  | 4  | 43 | 25 | 18  | 34  |
| 2   | Santiago Wanderers   | 22 | 13 | 4  | 5  | 48 | 23 | 25  | 30  |
| 3   | Audax Italiano       | 22 | 11 | 5  | 6  | 45 | 33 | 12  | 27  |
| 4   | Santiago Morning     | 22 | 8  | 8  | 6  | 39 | 36 | 3   | 24  |
| 5   | Unión Española       | 22 | 9  | 5  | 8  | 49 | 43 | 6   | 23  |
| 6   | Universidad de Chile | 22 | 9  | 5  | 8  | 52 | 51 | 1   | 23  |
| 7   | Everton              | 22 | 10 | 3  | 9  | 40 | 43 | -3  | 23  |
| 8   | Magallanes           | 22 | 7  | 8  | 7  | 39 | 41 | -2  | 22  |
| 9   | Colo-Colo            | 22 | 6  | 7  | 9  | 46 | 38 | 8   | 19  |
| 10  | Green Cross          | 22 | 8  | 3  | 11 | 52 | 53 | -1  | 19  |
| 11  | Iberia               | 22 | 3  | 7  | 12 | 30 | 53 | -23 | 13  |
| 12  | Badminton            | 22 | 1  | 5  | 16 | 27 | 71 | -44 | 7   |

PJ=Partidos jugados; PG=Partidos ganados; PE=Partidos empatados; PP=Partidos perdidos; GF=Goles a favor; GC=Goles en contra; Dif=Diferencia de gol; Pts=Puntos
|  | Campeón             |
|  | Descenso suspendido |

#### Campeón
|                                         |
| Campeón Universidad Católica 1.º título |
|                                         |

### Campeonato de Apertura

#### Desarrollo
El torneo se desarrolló bajo la modalidad de eliminación directa, mediante llaves de ida y vuelta.

##### Primera fase
|  | Colo-Colo | 3:2 | Santiago Morning |  |  |
|  | Anotado   |     | Anotado          |  |  |

|  | Santiago Morning | 4:2 | Colo-Colo |  |  |
|  | Anotado          |     | Anotado   |  |  |

| 26 de marzo de 1949 | Iberia  | 4:3 | Universidad de Chile       | Estadio Independencia, Santiago (Independencia) |  |
|                     | Anotado |     | Balbuena · Abatte · Abatte |                                                 |  |

| 3 de abril de 1949 | Universidad de Chile        | 2:3 | Iberia  | Estadio Independencia, Santiago (Independencia) |  |
|                    | Domínguez ?' (pen.) · Silva |     | Anotado |                                                 |  |

|  | Unión Española | 2:1 | Audax Italiano |  |  |
|  | Anotado        |     | Anotado        |  |  |

|  | Audax Italiano | 3:3 | Unión Española |  |  |
|  | Anotado        |     | Anotado        |  |  |

|  | Everton | 3:1 | Universidad Católica |  |  |
|  | Anotado |     | Anotado              |  |  |

|  | Universidad Católica | 1:4 | Everton |  |  |
|  | Anotado              |     | Anotado |  |  |

|  | Santiago Wanderers | 5:2 | Badminton |  |  |
|  | Anotado            |     | Anotado   |  |  |

|  | Badminton | 0:3 | Santiago Wanderers |  |  |
|  |           |     | Anotado            |  |  |

##### Segunda fase
|  | Santiago Wanderers | 4:2 | Everton |  |  |
|  | Anotado            |     | Anotado |  |  |

|  | Everton | 1:0 | Santiago Wanderers |  |  |
|  | Anotado |     |                    |  |  |

|  | Santiago Morning | 3:2 | Unión Española |  |  |
|  | Anotado          |     | Anotado        |  |  |

|  | Unión Española | 3:3 | Santiago Morning |  |  |
|  | Anotado        |     | Anotado          |  |  |

##### Semifinal
|  | Santiago Morning | 3:1 | Iberia  |  |  |
|  | Anotado          |     | Anotado |  |  |

##### Final
|       | POR   | Nobel Biglieri   |   |
|       | DEF   | Adolfo Rodríguez |   |
|       | DEF   | Francisco Julio  |   |
|       | MED   | Rivera           |   |
|       | MED   | Osvaldo Sáez     | ' |
|       | MED   | Jorge Dubost     | ' |
|       | DEL   | Reinaldo Coloma  |   |
|       | DEL   | Fernando Campos  |   |
|       | DEL   | José Fernández   | ' |
|       | DEL   | Benito Arenas    | ' |
|       | DEL   | Guillermo Díaz   |   |
| D. T. | D. T. | José Pérez       |   |

|       | POR | Expósito           |   |
|       | DEF | Grill              |   |
|       | DEF | Ramírez            |   |
|       | MED | Fernández          |   |
|       | MED | Freddy Wood        |   |
|       | MED | Zamora             |   |
|       | DEL | Enrique Hormazábal |   |
|       | DEL | Palacios           | ' |
|       | DEL | Rebello            |   |
|       | DEL | Díaz               |   |
|       | DEL | Desiderio Medina   |   |
| D. T. |     |                    |   |

|  | MED | Cabrera    | ' |
|  | MED | Córdova    | ' |
|  | DEL | Sáez       | ' |
|  | DEL | Villanueva | ' |

|  | DEL | Aguilera | ' |

| 68' | Desiderio Medina | 1-0 |

| Principal | Alejandro Gálvez |

|       | POR   | Nobel Biglieri   |   |
|       | DEF   | Adolfo Rodríguez |   |
|       | DEF   | Francisco Julio  |   |
|       | MED   | Rivera           |   |
|       | MED   | Osvaldo Sáez     | ' |
|       | MED   | Jorge Dubost     | ' |
|       | DEL   | Reinaldo Coloma  |   |
|       | DEL   | Fernando Campos  |   |
|       | DEL   | José Fernández   | ' |
|       | DEL   | Benito Arenas    | ' |
|       | DEL   | Guillermo Díaz   |   |
| D. T. | D. T. | José Pérez       |   |

|       | POR | Expósito           |   |
|       | DEF | Grill              |   |
|       | DEF | Ramírez            |   |
|       | MED | Fernández          |   |
|       | MED | Freddy Wood        |   |
|       | MED | Zamora             |   |
|       | DEL | Enrique Hormazábal |   |
|       | DEL | Palacios           | ' |
|       | DEL | Rebello            |   |
|       | DEL | Díaz               |   |
|       | DEL | Desiderio Medina   |   |
| D. T. |     |                    |   |

|  | MED | Cabrera    | ' |
|  | MED | Córdova    | ' |
|  | DEL | Sáez       | ' |
|  | DEL | Villanueva | ' |

|  | DEL | Aguilera | ' |

| 68' | Desiderio Medina | 1-0 |

| Principal | Alejandro Gálvez |

|       | POR   | Nobel Biglieri   |   |
|       | DEF   | Adolfo Rodríguez |   |
|       | DEF   | Francisco Julio  |   |
|       | MED   | Rivera           |   |
|       | MED   | Osvaldo Sáez     | ' |
|       | MED   | Jorge Dubost     | ' |
|       | DEL   | Reinaldo Coloma  |   |
|       | DEL   | Fernando Campos  |   |
|       | DEL   | José Fernández   | ' |
|       | DEL   | Benito Arenas    | ' |
|       | DEL   | Guillermo Díaz   |   |
| D. T. | D. T. | José Pérez       |   |

|       | POR | Expósito           |   |
|       | DEF | Grill              |   |
|       | DEF | Ramírez            |   |
|       | MED | Fernández          |   |
|       | MED | Freddy Wood        |   |
|       | MED | Zamora             |   |
|       | DEL | Enrique Hormazábal |   |
|       | DEL | Palacios           | ' |
|       | DEL | Rebello            |   |
|       | DEL | Díaz               |   |
|       | DEL | Desiderio Medina   |   |
| D. T. |     |                    |   |

|  | MED | Cabrera    | ' |
|  | MED | Córdova    | ' |
|  | DEL | Sáez       | ' |
|  | DEL | Villanueva | ' |

|  | DEL | Aguilera | ' |

| 68' | Desiderio Medina | 1-0 |

| Principal | Alejandro Gálvez |

|       | POR   | Nobel Biglieri   |   |
|       | DEF   | Adolfo Rodríguez |   |
|       | DEF   | Francisco Julio  |   |
|       | MED   | Rivera           |   |
|       | MED   | Osvaldo Sáez     | ' |
|       | MED   | Jorge Dubost     | ' |
|       | DEL   | Reinaldo Coloma  |   |
|       | DEL   | Fernando Campos  |   |
|       | DEL   | José Fernández   | ' |
|       | DEL   | Benito Arenas    | ' |
|       | DEL   | Guillermo Díaz   |   |
| D. T. | D. T. | José Pérez       |   |

|       | POR | Expósito           |   |
|       | DEF | Grill              |   |
|       | DEF | Ramírez            |   |
|       | MED | Fernández          |   |
|       | MED | Freddy Wood        |   |
|       | MED | Zamora             |   |
|       | DEL | Enrique Hormazábal |   |
|       | DEL | Palacios           | ' |
|       | DEL | Rebello            |   |
|       | DEL | Díaz               |   |
|       | DEL | Desiderio Medina   |   |
| D. T. |     |                    |   |

|  | MED | Cabrera    | ' |
|  | MED | Córdova    | ' |
|  | DEL | Sáez       | ' |
|  | DEL | Villanueva | ' |

|  | DEL | Aguilera | ' |

| 68' | Desiderio Medina | 1-0 |

| Principal | Alejandro Gálvez |

##### Campeón
| Campeón Santiago Morning |
| 3º título                |